# Marco Abbondanza
Marco Abbondanza (Nápoles, Italia, 27 de junio de 1953) es un médico cirujano y oculista italiano, conocido por el tratamiento del queratocono (patología degenerativa de la córnea).

## Biografía
Licenciado en Medicina y Cirugía, Abbondanza es especializado en Patología General y en Oftalmología  por la Universidad de Roma "La Sapienza", también tiene otras especializaciones emitidas por el Instituto Fyodorov de Microcirugía Ocular de Moscú, instruido por el director Svyatoslav N. Fyodorov, y dos especializaciones en Técnicas invasivas en oftalmología y en Técnicas no invasivas en oftalmología en el Centro de Investigación Post-universitaria de la Universidad de Roma La Sapienza.
En 1993 inventó la Mini Queratotomía  Radial Asimétrica (Mini Asymmetric Radial Keratotomy - MARK), técnica quirúrgica incisional capaz de corregir el astigmatismo y curar el queratocono en estadios 1-3, evitando el uso de trasplante de córnea. La Mini Queratotomia Radial Asimétrica (MARK) puede ser utilizada en combinación con el Cross-linking (CXL) para fortalecer la córnea. Abbondanza ha introducido en Italia el Láser de excímeros para corregir los defectos de visión a finales de los años 80 y el Cross-linking, tratamiento paraquirúrgico para el queratocono, a principios de los años 2000. Posteriormente ideó un protocolo CXL modificado para tratar córneas ultrafinas con queratocono avanzado en estadios 3 y 4, llamado Crosslinking Corneal Periférico Personalizado (P-CXL).